# Peter Van Den Bossche (jurist)
Peter L. H. Van den Bossche (1959) is sinds 2016 hoogleraar Internationaal economisch recht aan de World Trade Institute (WTI) Universiteit van Bern. In 2018 werd hij gekozen tot voorzitter van de Vereniging voor Internationaal Economisch Recht. Hij diende als rechter in de Beroepsinstantie van de Wereldhandelsorganisatie (WTO) van 2009-2017, na voordracht door de Europese Unie en benoeming en herbenoeming door de leden van de Wereldhandelsorganisatie. In december 2013 werd hij herbenoemd in deze functie. Voorafgaand aan zijn benoeming aan de Universiteit van Bern was hij aan de Faculteit der Rechtsgeleerdheid van de Universiteit Maastricht (1992-2016). Hij werd universitair hoofddocent in 1993 en van 2001 tot 2016 was hij hoogleraar internationaal economisch recht aan de Universiteit van Maastricht. Van 2005 tot 2009 was hij hoofd van de afdeling Internationaal en Europees recht. In 2007 richtte hij het Institute for Globalization and International Regulation op. Hij promoveerde aan het European University Institute in Florence (1990). Van 1990 tot 1992 werkte hij als referendaris voor het Europees Hof van Justitie te Luxemburg, en van 1997 tot 2001 als juridisch hoofdadviseur van de WTO Beroepsinstantie in Genève. Hij is lid van de Raad van Advies van het Journal of International Economic Law, het Journal of World Investment and Trade, het Revista Latinoamericana de Derecho Comercial Internacional en het WTO Chairs Programme of the World Trade Organization.